# Dow Corning Tennis Classic 2013
Il Dow Corning Tennis Classic 2013 è stato un torneo femminile di tennis giocato sul cemento indoor. È stata la 20ª edizione del torneo del Dow Corning Tennis Classic, che fa parte della categoria ITF 100 K nell'ambito dell'ITF Women's Circuit 2013. Il torneo si è giocato al Midland Community Tennis Center di Midland, dal 4 al 10 febbraio 2013.

## Partecipanti

### Teste di serie
| Nazionalità | Giocatrice             | Ranking* | Teste di serie |
| ----------- | ---------------------- | -------- | -------------- |
| Stati Uniti | Lauren Davis           | 91       | 1              |
| Stati Uniti | Coco Vandeweghe        | 99       | 2              |
| Francia     | Stéphanie Foretz Gacon | 102      | 3              |
| Ungheria    | Melinda Czink          | 105      | 4              |
| Germania    | Tatjana Maria          | 108      | 5              |
| Russia      | Ol'ga Pučkova          | 111      | 6              |
| Croazia     | Mirjana Lučić-Baroni   | 114      | 7              |
| Porto Rico  | Mónica Puig            | 115      | 8              |

* Le teste di serie sono basate sul ranking al 28 gennaio 2013

### Altre partecipanti
Le seguenti giocatrici hanno ricevuto una wild card per il tabellone principale:
- Anne-Liz Jeukeng
- Asia Muhammad

Le seguenti giocatrici sono passate dalle qualificazioni:

- Chieh-Yu Hsu
- Alexandra Stevenson
- Sachia Vickery
- Alexandra Mueller
- Victoria Duval (lucky loser)
- Maria Fernanda Alves (lucky loser)

## Campionesse

### Singolare
Lauren Davis ha battuto in finale  Ajla Tomljanović con il punteggio di 6–3, 2–6, 7–6(2).

### Doppio
Melinda Czink /  Mirjana Lučić-Baroni hanno battuto in finale  Maria Fernanda Alves /  Samantha Murray con il punteggio di 5–7, 6–4, [10–7].